# 潘晴
潘晴（英語：Crystal Pan，1998年12月26日—），美國華裔女子羽毛球運動員。

## 簡歷
2014年9月，潘晴出戰危地馬拉羽毛球國際賽，拿得女子單打比賽亞軍。

## 主要比賽成績
只列出曾進入準決賽的國際賽事成績：
| 年份   | 賽事                   | 公開賽級別 | 項目     | 拍檔          | 成績   |
| ------ | ---------------------- | ---------- | -------- | ------------- | ------ |
| 2014年 | 泛美洲青年羽毛球錦標賽 | 其他       | 混合團體 | －            | 冠軍   |
| 2014年 | 泛美洲青年羽毛球錦標賽 | 其他       | 女子單打 | －            | 冠軍   |
| 2014年 | 泛美洲青年羽毛球錦標賽 | 其他       | 女子雙打 | Victoria Chen | 亞軍   |
| 2014年 | 危地馬拉羽毛球國際賽   | 國際挑戰賽 | 女子單打 | －            | 亞軍   |
| 2015年 | 泛美洲青年羽毛球錦標賽 | 其他       | 混合團體 | －            | 冠軍   |
| 2015年 | 泛美洲青年羽毛球錦標賽 | 其他       | 女子單打 | －            | 季軍   |
| 2015年 | 泛美洲青年羽毛球錦標賽 | 其他       | 女子雙打 | Joanna Liu    | 亞軍   |
| 2015年 | 泛美洲青年羽毛球錦標賽 | 其他       | 混合雙打 | 邱愷翔        | 季軍   |
| 2016年 | 泛美洲羽毛球團體錦標賽 | 其他       | 女子團體 | －            | 冠軍   |
| 2017年 | 泛美洲羽毛球錦標賽     | 其他       | 混合團體 | －            | 季軍   |
| 2018年 | 牙買加羽毛球國際賽     | 國際系列賽 | 女子單打 | －            | 準決賽 |
| 2018年 | 吉拉爾迪拉羽毛球賽     | 未來系列賽 | 女子單打 | －            | 冠軍   |
| 2018年 | 秘魯羽毛球國際賽       | 國際系列賽 | 女子單打 | －            | 冠軍   |
| 2019年 | 泛美洲羽毛球錦標賽     | 其他       | 女子單打 | －            | 季軍   |
| 2019年 | 孟加拉羽毛球國際挑戰賽 | 國際挑戰賽 | 女子單打 | －            | 亞軍   |
| 2020年 | 伊朗羽毛球國際挑戰賽   | 國際挑戰賽 | 女子單打 | －            | 冠軍   |

| 2007-2017年 | 首要超級賽 | 超級賽 | 黃金大獎賽 | 大獎賽 | 國際挑戰賽 | 國際系列賽 | 未來系列賽 | 其他 |

| 2018-2026年 | 總決賽 | 超級1000賽 | 超級750賽 | 超級500賽 | 超級300賽 | 超級100賽 | 國際挑戰賽 | 國際系列賽 | 未來系列賽 | 其他 |

### 奧運會和世錦賽參賽紀錄
|          | 2019 |
| -------- | ---- |
| 女子單打 | 48強 |